# 湖南木姜子
湖南木姜子（学名：[Litsea hunanensis] 错误：{{Lang}}：文本有斜体标记（帮助））为樟科木姜子属下的一个种。其种加词“hunanensis”意为“湖南的”。